# TELLER
TELLER（テラー）は、2017年7月にリリースされた、スマートデバイス向けの小説アプリ。チャット形式で表示されるストーリーをタップしながら読み進める。

## 概要
チャット型のフォーマットに小説を乗せることで、活字が苦手なユーザーでも簡単に読めるようになっている。
アプリケーション版は、iOSおよびAndroidに対応しており、2018年1月時点で200万ダウンロードを突破している。
また、パソコンおよびモバイルブラウザ向けにWeb版が提供されている。
運営が掲載する公式作品のほかに、ユーザーが自分で作品を作成・編集することも可能で、インディーズ作品として掲載されている。